# Équipe de Belgique de rugby à XV
L’équipe nationale de rugby à XV de Belgique réunit une sélection des meilleurs joueurs belges de rugby à XV et participe aux compétitions internationales. Elle est 22e du classement IRB des équipes nationales au 14 juillet 2025.

## Historique
Le premier match officiel de l'équipe nationale entraînée par Jean Rey est organisé à Amsterdam le 13 mars 1932 et se solde par un match nul aux Pays-Bas, 6 à 6. Un premier match officieux a eu lieu auparavant à La Haye, le 1er juillet 1930, contre une sélection néerlandaise et s'était soldé par une victoire 0-6. Le retour, en fin de saison 1930-31, voit aussi les Belges gagner, à Bruxelles, sur le score de 11 à 0.

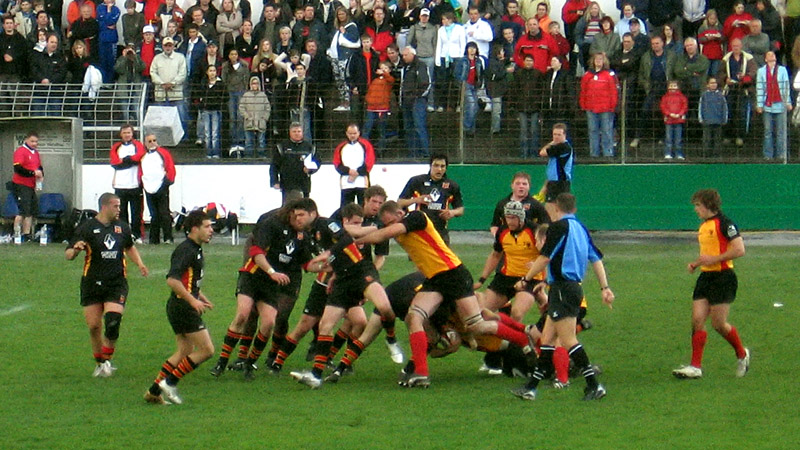
L'équipe belge contre les Allemands en qualifications pour la Coupe du monde de rugby à XV 2007.

Le 25 août 2007, à Bruxelles, une sélection belge s'est inclinée face au futur troisième de la Coupe du monde, l'Argentine, mais avec les honneurs.
L'équipe nationale belge essaie de multiplier ce genre de confrontation pour pouvoir élever encore son niveau. Pour cela, elle a également joué un match amical contre le SC Albi (équipe française évoluant dans le Top 14) en novembre 2007. De ce fait, la Belgique apprend peu à peu ce que sont les "valeurs du rugby".
Sur le terrain du stade Roi-Baudouin, le 24 mai 2008, devant 20 000 spectateurs, la Belgique a rencontré les célèbres Barbarians. Le 14 novembre 2009, les Barbarians français rencontrèrent le XV d'Europe au stade Roi-Baudouin devant un peu plus de 10 500 personnes.
Le 7 avril 2012, le XV de Belgique finit en tête de la division 1B du Championnat européen des nations de rugby à XV 2010-2012, devant la Pologne, la Moldavie, l'Allemagne, la République tchèque et les Pays-Bas. Pour la première fois de son histoire, le XV belge s'offre une place en seconde division européenne (avec la Géorgie, la Roumanie, la Russie, l'Espagne et le Portugal) et disputera un championnat qui servira d'appui aux qualifications pour la Coupe du monde de rugby à XV 2015. Avant de se lancer dans cette aventure, la Belgique remporte le plus large succès de son histoire face aux Émirats arabes unis, 94 à 3.
Le 2 février 2013, la Belgique entre en matière contre la Géorgie, le favori de cette division 1A. Ce premier match montre des Belges résistants et offensifs, ne s'inclinant que 17 à 13, après avoir mené 10 à 3 à la mi-temps. Par la suite, la Belgique fait match nul contre l'Espagne (21-21) et prend le bonus défensif lors de son premier déplacement au Portugal (18-12 pour les Lusitaniens). Elle connaîtra sa première défaite large et sans point de bonus défensif contre une équipe de Roumanie expérimentée (32-14), avant de s'incliner 43-32 en Russie avec un point de bonus offensif. À l'issue de la phase aller, la Belgique se classe avant-dernière devant l'Espagne, avec un match nul pour quatre défaites, mais avec deux bonus défensifs et un offensif (soit six points).
La phase retour est entamée par un échec important face à des Géorgiens nettement plus forts (35-0). Une semaine plus tard, la défaite en Espagne (11-6) relègue la Belgique à la dernière place. Après les défaites 19-6 contre le Portugal et 29-10 en Roumanie, la Belgique est d'ores et déjà reléguée en division inférieure, avant même de recevoir la Russie, qu'elle ne parviendra pas à dompter lors de la dernière journée (20-34).
L'équipe des Diables Noirs étant ainsi reléguée en division 1B pour le Championnat européen des nations de rugby à XV 2014-2016, le français Guillaume Ajac est nommé sélectionneur en août 2014, pour trois saisons, en remplacement de Richard McClintock, dont le contrat prenait fin le 30 juillet 2014, après 10 années passées à la tête de la sélection. L'objectif, à long terme, est de revenir en championnat 1A, puis de s'y maintenir, ce que la sélection réussit à faire, avec 9 victoires remportées sur 10, en remportant le grand chelem pour l'année 2015 du championnat, dont un impressionnant 71-10 acquis face à la Suède à Bruxelles, et avec une seule défaite le 10 octobre 2015, comptant pour l'année 2016, face à l'Ukraine qui joue chez elle, d'un seul point (17-16).
La promotion acquise, les Diables Noirs reviennent en championnat 1A, désormais appelé à partir de 2017 Rugby Europe Championship, au détriment du Portugal qui est relégué au championnat 1B, quant à lui dorénavant dénommé sous le nom de Rugby Europe Trophy. Du fait que la compétition ne se déroule désormais plus que sur une seule saison, les Belges doivent impérativement gagner leur premier match en première division européenne pour tenter de ne pas finir sixième et dernière du Championship et ainsi d'échapper au barrage avec le premier du Trophy, ce barrage déterminant le sixième participant au Championship la saison suivante. Mais les Diables noirs ne parviennent pas à vaincre le signe indien et encaissent cinq défaites en autant de rencontres, d'abord à Bruxelles face au favori géorgien de la compétition (6-31) et à la Russie (18-25, sur un essai russe encaissé à la dernière minute), ensuite en Allemagne (29-34), puis face à l'autre favori, la Roumanie, à Bruxelles (17-33), avant de terminer la compétition avec une note salée contre l'Espagne à Madrid (0-30).
Contrainte au match de barrage à Bruxelles, au Petit Heysel, contre le Portugal, la Belgique va jouer le 20 mai 2017 son maintien en Championship pour la saison 2018, ce qu'elle parvient à faire grâce à quatre essais inscrits, dont deux par Charles Reynaert, avec un score final de 29-18, alors que le XV portugais menait la rencontre d'un point à la mi-temps (14-15). Les Diables Noirs réussissent alors leur pari du maintien pour la saison 2018 grâce à cette victoire. L'année 2017 se terminera d'ailleurs par une rencontre amicale face au Brésil, perdue par les Diables sur le score de 19-23 dans leur antre du Petit Heysel.
La saison 2018 du Championship semble à première vue tout aussi risquée que le fut la saison 2017, mais elle se révélera heureuse pour la sélection du plat pays. En effet, si ceux-ci perdent leurs deux premiers matches au score sévère en déplacement en Géorgie (0-47) et en Russie (7-48), les Diables Noirs parviennent à remporter, le 3 mars 2018, avec leur équipe type, la première victoire de leur histoire dans la compétition contre l'Allemagne sur le score fleuve de 69-15, au stade Mandela de Neder-over-Hembeek. Cette performance permet à la Belgique d'espérer le maintien direct, sans passer par le barrage, soit l'objectif annoncé pour cette saison, qu'il faudra attendre à la fin du Championship. En effet, la semaine suivante, la Roumanie bat sèchement à son tour la Belgique, alors que celle-ci est pour la troisième fois de la saison en déplacement, et qu'elle dispose cependant d'une équipe largement remaniée, sur le score de 62-12. Le dernier match du tournoi pour les Diables se joue le dimanche 18 mars 2018 à Bruxelles contre l'Espagne, qui a comme enjeu sa qualification pour le mondial 2019 au Japon, et qui est annoncée favorite du match. Mais c'est à la surprise générale que la Belgique parvient à dompter la sélection ibérique, et à l'emporter sur le score de 18-10 (12-0 à la pause), grâce à la botte de Vincent Hart qui marque 6 pénalités sur 7. Grâce à la seconde victoire de cette saison, la Belgique a réussi son objectif du maintien direct, en se classant cinquième au championnat avec 9 points, dont un point offensif empoché lors de la rencontre contre l'Allemagne, et deux victoires au compteur. Elle évite ainsi le Portugal en barrage de relégation, contrairement à l'année précédente en 2017.
L'édition 2019 du Championship voit 3 rencontres sur les cinq que doivent disputer les Diables se dérouler à Bruxelles, contre l'Allemagne, la Géorgie et la Roumanie. Renforcés par un renouvellement du staff, et notamment par l'arrivée de Fabrice Landreau qui entraîne les avants, c'est contre l'équipe d'Allemagne, qu'ils avaient étrillée sur le score de 69-15 l'année précédente, qu'ils commencent leur campagne le 9 février. Surprise dans les premières minutes avec un essai encaissé, la sélection belge parvient à dompter son voisin géographique sur le score de 29-22, sans toutefois valider le bonus offensif. La rencontre suivante a lieu le 16 février contre les qualifiés russes pour le mondial à Sotchi, face auxquels ils doivent s'incliner sur le score lourd de 64-7. Deux semaines plus tard, les Diables retournent à Bruxelles pour affronter le 2 mars les favoris géorgiens du tournoi et qualifiés également pour la Coupe du monde au Japon. malgré une bonne prestation, ils ne peuvent empêcher la défaite sur le score de 6-46. À l'occasion du quatrième match, la Belgique se déplace le 10 mars à Madrid pour jouer contre l'Espagne et doit s'incliner encore une fois sur un score sévère, cette fois-ci de 47-9. La dernière rencontre du championnat 2019 se déroule le 17 mars à Bruxelles face à la Roumanie, qui se termine sur une quatrième défaite d'affilée pour les Belges, avec un score de 17-43 en faveur des Chênes. Malgré un bilan en demi-teinte et quatre lourdes défaites, la Belgique réussit son pari du maintien direct dans l'antichambre du Tournoi des Six Nations grâce à sa victoire contre l'Allemagne. Elle terminera l'année 2019 avec un test match contre l'équipe de Hong Kong afin de se préparer pour la prochaine édition du Rugby Europe Championship.
L'édition 2020 de ce Championship verra la Belgique affronter non seulement, dans l'ordre chronologique, la Russie, la Géorgie, l'Espagne et la Roumanie mais également le Portugal, nouvellement arrivé après avoir vaincu les Allemands en barrage. C'est d'ailleurs chez les Lusitaniens que les Diables noirs commenceront leur campagne perturbées par le Covid-19. La Belgique finit finalement dernière de la compétition puis connait la défaite sur le score de 21-23, le 29 mai 2021, à Waterloo contre les Pays-Bas en match de barrages. Les Diables Noirs sont donc relégués en Trophy.
En 2022, la Belgique rebondit et remporte le Trophy. Elle remonte donc, pour la saison 2023, au niveau supérieur (Championnat international d'Europe), désormais composé de 8 équipes. Ces 8 équipes sont réparties en 2 groupes de 4. La Belgique rencontre la Roumanie, le Portugal et la Pologne et perd l'ensemble des rencontres. Elle s’incline ensuite en match de classement contre les Pays-Bas mais parvient à s'imposer face à la Pologne et à éviter la dernière place et la cuillère de bois.
En 2024, le XV de Belgique rencontre à nouveau ses adversaires de l'année 2023 dans le cadre de la poule B, et obtient un succès historique contre le Portugal pourtant donné favori en raison de sa victoire de prestige contre les Fidji quelques mois plus tôt lors du mondial français, 10 à 6 à Mons, mais tombe en déplacement contre la Roumanie sur le score de 33-18. Malgré son deuxième succès en trois matches contre les Polonais 31-10 à Waterloo, la Belgique ne peut accéder aux demi-finales du championnat en raison de sa défaite en Roumanie la semaine précédente, et ce en dépit d'une différence de points qui lui est favorable. Elle rencontre l'Allemagne à Waterloo en match de classement, et perd sur le score de 11 à 21, l'obligeant comme l'année précédente à affronter le XV de Pologne pour éviter la cuillère de bois. Ce match pour la septième place joué au stade Jean-Bouin à Paris est remporté 8-34 par les Diables noirs qui parviennent à rester dans l'élite du rugby européen, hors Tournoi des Six Nations. La saison se poursuit par une tournée estivale inédite en Amérique du Sud, au cours de laquelle les Belges affrontent pour la première fois le Chili et le Paraguay, et rencontrent les Brésiliens à l'extérieur pour la première fois également. S'ils perdent 33-5 face au Chili, les Diables se relèvent et l'emportent au Paraguay sur le score de 20-45, mais doivent s'incliner au Brésil sur le score de 47-25 en faveur des hôtes. Enfin, l'année 2024 se conclut par un succès 48-7 à Mons face aux Helvètes qui doit leur permettre de préparer la campagne qualificative pour la prochaine coupe du Monde en Australie.
En effet, l'année 2025 est déterminante puisque l'édition 2025 du Rugby Europe Championship constitue le tournoi européen de qualification pour la coupe du Monde 2027. La Belgique affronte et doit céder face aux favoris roumains et portugais dans le cadre de la poule B de ce tournoi, mais l'emporte face aux Allemands plus modestes. Grâce à ce succès, les Diables Noirs accueillent en demi-finale de classement la Suisse qu'ils avaient déjà rencontrés quelques mois auparavant, et l'emportent 38-5, et maintiennent leurs espoirs de qualification au Mondial-2027, puisque la cinquième place au classement 2025 est synonyme de participation au tournoi de repêchage. Pour cela, ils doivent affronter les Pays-Bas le 15 mars 2025 à Amsterdam. C'est ce qui se réalise, avec le succès des Belges 10-31 face à leurs rivaux, qui leur permet ainsi de continuer à rêver d'une première participation au tournoi mondial. Afin de préparer le tournoi de repêchage, les Diables partent en tournée estivale, face d'abord aux Etats-Unis qu'ils rencontrent pour la première fois et face auxquels ils perdent 17-36 à Charlotte, puis face au Canada à Edmonton, contre lequel ils engrangent un succès historique 18-25.

## Palmarès de l'équipe nationale
- Cup of nations :
  - Vainqueur en 2012 (en)
- Championnat européen des nations :
  - 1937 : 5e place (Tournoi à 6 équipes où ne participent pas les équipes britanniques qui jouent dans le Tournoi des cinq nations).
  - 1952 : 8e place.
  - 1954 : 9e place.
  - 1966 : 11e place ; 2e du Groupe B (championnat de 2e division sans compter le championnat élite).
  - 1968 : 14e place ; 4e du Groupe B2.
  - 1969 : 12e place ; 3e Groupe B.
  - 1971 : 10e place ; 3e Groupe B.
  - 1976 : 12e place ; 3e Groupe B1.
  - 1977 : 13e place ; 1er Groupe C (anciennement B2 soit le championnat de 3e division).
  - 1978 : 12e place ; 3e Groupe B1.
  - 1979 : 13e place ; 2e Groupe B2.
  - 1980 : 15e place ; 2e Groupe C (anciennement B2 soit le championnat de 3e division).
  - 1981 : 15e place ; 2e Groupe C.
  - 1982 : 15e place ; 2e Groupe C.
  - 1983 : 17e place ; 4e Groupe C.
  - 1984 : 14e place ; 3e Groupe B.
  - 1989 : 15e place ; 1er Groupe B2 (championnat de 3e division).
  - 1990 : 14e place ; 4e Groupe B1 (championnat de 2e division).
  - 1992 : 12e place ; 2e Groupe B1.
  - 1994 : 13e place ; 3e Groupe A2 (championnat de 2e division).
  - 1995 : 10e place ; 5e Groupe A1 (championnat de 1re division où la France, l'Italie et la Roumanie ne participent pas pour cause de Coupe du monde)
  - 1996 : 15e place ; 5e du Groupe A2 (championnat de 2e division).
  - 1997 : 16e place ; 6e du Groupe A2 (La France ne participe plus qu'au championnat élite (Tournoi des Six Nations) et l'Italie et la Roumanie n'ont pas participé au championnat pour cause de coupe du monde).
  - 2000 : 24e place ; 6e Groupe 2B (anciennement B2 soit le championnat de 3e division).
  - 2002 : 25e place ; 1er Groupe C (championnat de 4e division).
  - 2004 : 23e place ; 5e Groupe 2B (championnat de 3e division)
  - 2006 : 20e place ; 2e Groupe 2B
  - 2008 : 14e place ; 2e Groupe 2A (championnat de 2e division).
  - 2010 : 14e place ; 2e Groupe 2A
  - 2012 : 13e place ; 1er Groupe 1B (anciennement 2A soit le championnat de 2e division).
  - 2014 : 12e place ; 6e Groupe 1A (championnat de 1re division).
  - 2016: 13e place ; 1er Groupe 1B.
  - 2017: 12e place ; 6e Rugby Europe Championship (ancienne division 1A).
  - 2018: 11e place ; 5e Rugby Europe Championship.
  - 2019: 11e place ; 5e Rugby Europe Championship.
  - 2020 : perturbation liée au COVID-19.
  - 2021 : 6e du Rugby Europe Championship.
  - 2022 : Vainqueur du Trophy.
  - 2023 : 7e du Rugby Europe Championship.

## Joueurs emblématiques
| - Jean Rey - Désiré d'Hooghe - Cyril Nana - Sacha Vanden Berghen - Julien Berger - Charlie Fourneau - Nicolas Meeùs - Guillaume Piron - Norman Wende - Christophe Debaty - Jens Torfs - Alan Williams |

## Effectif

### Avants
| Nom                       | Naissance         | Club                    |        |        |        |
| Pilier                    | Pilier            | Pilier                  | Pilier | Pilier | Pilier |
| ------------------------- | ----------------- | ----------------------- | ------ | ------ | ------ |
| Charlesty Berguet         | 13 janvier 2000   | RC Vannes               |        |        |        |
| Alexis Cuffolo            | 6 janvier 1991    | Union Barbezieux Jonzac |        |        |        |
| Jean-Baptiste de Clercq   | 6 janvier 1991    | SC Albi                 |        |        |        |
| Jean-Sébastien de Halleux |                   | RC La Hulpe             |        |        |        |
| Maxime Jadot              | 6 janvier 1991    | Emak Hor                |        |        |        |
| Bruno Vliegen             | 3 juillet 2001    | Olympique marcquois     |        |        |        |
| Talonneur                 |                   |                         |        |        |        |
| Alexis Cuffolo            | 13 juin 1991      | Union Barbezieux Jonzac |        |        |        |
| Julien Masure             |                   | RC Frameries            |        |        |        |
| Alexandre Raynier         | 16 mars 1994      | RC Auch                 |        |        |        |
| Seppe Verelst             |                   | Dendermonde RC          |        |        |        |
| Deuxième ligne            |                   |                         |        |        |        |
| Gillian Benoy             | 8 mai 1995        | AS Béziers              |        |        |        |
| Maurice Fromont           | 10 septembre 2003 | RC Vannes               |        |        |        |
| Maximilien Hendrickx      | 21 mai 1997       | Servette RC             |        |        |        |
| Arthur Smeets             | 23 janvier 2002   | RC bassin d'Arcachon    |        |        |        |
| Troisième ligne aile      |                   |                         |        |        |        |
| Jérémie Brasseur          | 3 juillet 2000    | RC Orléans              |        |        |        |
| Jean-Maurice Decubber     | 10 septembre 1996 | RC Vannes               |        |        |        |
| Troisième ligne centre    |                   |                         |        |        |        |
| Hugues Bastin             |                   | RC La Hulpe             |        |        |        |
| Toon Deceuninck           | 13 décembre 2000  | US Marmande             |        |        |        |
| Thomas de Molder          | 22 juin 1992      | Stade langonnais        |        |        |        |
| Felipe Geraghty           | 23 février 2001   | Dendermonde RC          |        |        |        |
| Lucas Rassinfosse         | 23 février 2001   | FC Oloron               |        |        |        |
| William Van Bost          | 1er août 1998     | AS Béziers              |        |        |        |

### Arrières
| Nom              | Naissance        | Club                      |               |               |               |
| Demi de mêlée    | Demi de mêlée    | Demi de mêlée             | Demi de mêlée | Demi de mêlée | Demi de mêlée |
| ---------------- | ---------------- | ------------------------- | ------------- | ------------- | ------------- |
| Julien Berger    | 10 janvier 1990  | Union Barbezieux Jonzac   |               |               |               |
| Isaac Montoisy   | 9 septembre 1998 | Union Barbezieux Jonzac   |               |               |               |
| Curtis Moucheron | 7 juillet 2000   | RC Soignies               |               |               |               |
| Demi d'ouverture |                  |                           |               |               |               |
| Hugo De Francq   |                  | Agronomia                 |               |               |               |
| Centre           |                  |                           |               |               |               |
| Théo Adaba       | 13 février 2003  | US Montauban              |               |               |               |
| Lucas Michiels   | 25 mars 2004     | Dendermonde RC            |               |               |               |
| Florian Remue    | 7 mars 2003      | Avenir valencien          |               |               |               |
| Jens Torfs       | 26 mai 1992      | Union Barbezieux Jonzac   |               |               |               |
| Maxime Vacquier  | 25 janvier 2003  | CS Bourgoin-Jallieu       |               |               |               |
| Ailier - Arrière |                  |                           |               |               |               |
| Dazzy Cornez     | 2 mai 1996       | AS Mâcon                  |               |               |               |
| Jordan Gott      | 19 avril 1995    | US Marmande               |               |               |               |
| Ervin Muric      | 3 janvier 1997   | Olympique marcquois rugby |               |               |               |
| Matias Remue     | 7 mars 2003      | Stade toulousain          |               |               |               |
| Hugo Ruelle      |                  | Clube Rugby São Miguel    |               |               |               |
| Siméon Soenen    | 3 janvier 2003   | US Montauban              |               |               |               |
| Thomas Wallraf   | 21 janvier 1998  | Stade langonnais          |               |               |               |